# جشنواره فیلم لومیر
جشنواره فیلم لومیر (فرانسوی: Lumière Film Festival‎)، یک جشنوارهٔ فیلم است که از سال ۲۰۰۹ میلادی، در اکتبر هر سال در شهر کلان‌شهر لیون کشور فرانسه، برگزار می‌شود. این جشنواره به احترام و بزرگداشت برادران لومیر، اختراع‌کنندگان فیلم‌برداری در لیون در ۱۸۹۵ میلادی، نام‌گذاری شده و توسط انستیتو لومیر برگزار می‌شود.
این جشنواره با تمرکز بر مرور تاریخ سینما با محوریت حفظ و احیای فیلم‌های گذشته، توجه دارد. جایزه لومیر (فرانسوی: Prix Lumière‎) سالانه به پاس دستاوردها و مشارکت، به یک شخصیت بین‌المللی فیلم، در مراسم جشنواره اهداء می‌شود.

## دریافت‌کنندگان جایزه لومیر
| سال  | گیرنده              | منبع   |
| ---- | ------------------- | ------ |
| ۲۰۰۹ | کلینت ایستوود       | [ ۳ ]  |
| ۲۰۱۰ | میلوش فورمن         | [ ۴ ]  |
| ۲۰۱۱ | ژرار دوپاردیو       | [ ۵ ]  |
| ۲۰۱۲ | کن لوچ              | [ ۶ ]  |
| ۲۰۱۳ | کوئنتین تارانتینو   | [ ۷ ]  |
| ۲۰۱۴ | پدرو آلمودوار       | [ ۲ ]  |
| ۲۰۱۵ | مارتین اسکورسیزی    | [ ۸ ]  |
| ۲۰۱۶ | کاترین دنو          | [ ۹ ]  |
| ۲۰۱۷ | وونگ کار وای        | [ ۱۰ ] |
| ۲۰۱۸ | جین فوندا           | [ ۱۱ ] |
| ۲۰۱۹ | فرانسیس فورد کوپولا | [ ۱۲ ] |
| ۲۰۲۰ | برادران داردن       | [ ۱۳ ] |
| ۲۰۲۱ | جین کمپیون          | [ ۱۴ ] |
| ۲۰۲۲ | تیم برتون           | [ ۱۵ ] |
| ۲۰۲۳ | ویم وندرس           | [ ۱۶ ] |